# What I'm For
What I'm For è il quinto album in studio del cantautore statunitense Pat Green, pubblicato il 27 gennaio 2009.

## Tracce
1. Footsteps of Our Fathers – 4:17
2. What I'm For – 3:36
3. Feeling Pretty Good Tonight – 3:57
4. Lucky – 3:38
5. In This World – 2:57
6. Country Star – 3:45
7. Let Me – 3:50
8. In It for the Money – 3:41
9. Carry On – 4:33
10. In the Middle of the Night – 4:41